# Harald Sæverud
Harald Sigurd Johan Sæverud (ur. 17 kwietnia 1897 w Bergen, zm. 27 marca 1992 tamże) – norweski kompozytor i dyrygent.

## Życiorys
Po ukończeniu liceum w 1918 podjął studia muzyczne w Bergen, od 1920 studiował kompozycję w Berlinie, w 1922 debiutował jako dyrygent. W 1952 został członkiem Królewskiej Akademii Muzycznej w Sztokholmie. W twórczości inspirowała go głównie norweska muzyka ludowa. Napisał 9 symfonii (m.in. Sinfonia dolorosa w 1942), Mozart-Motto-Sinfonietta (1972), poza tym koncerty, m.in. na obój (1938), fagot (1963) i na kontrabas (1973). Skomponował także balet Ridder Blåskjeggs mareritt (1960). Został odznaczony Orderem Świętego Olafa (1977).